# 실천론
《실천론》(實踐論)은 마오쩌둥의 가장 중요한 저서 중 하나이다. 모순론과 함께 이 에세이는 1937년 마오쩌둥이 강의한 내용의 일부이다. 그것은 마르크스주의에 대한 마오쩌둥의 지지를 표현하고 공산주의 철학의 뚜렷한 중국판을 확립하려는 시도를 표현한다. 마오쩌둥은 중국을 통일하고 일본을 정복하기 위해 중국 공산당의 지도자가 되기를 희망했다. 실천론은 이 임무의 일부로 작성되었는데, 이는 마오쩌둥이 자신의 공산주의 철학인 마오주의의 기초를 만들어 지도할 수 있는 보다 합법적인 주장을 펼쳤기 때문이다.